# آنا سميث (تنس)
آنا سميث (بالإنجليزية: Anna Smith)‏ مواليد 14 أغسطس 1988 في سري، هي لاعبة كرة مضرب بريطانية بدأت مسيرتها كمحترفة سنة 2004 تلعب باليد اليمنى. أعلى تصنيف لها في الفردي كان المركز الـ 262 في سنة 2010.

## روابط خارجية
- آنا سميث على موقع رابطة محترفات التنس (الإنجليزية)
- آنا سميث على موقع الاتحاد الدولي لكرة المضرب (الإنجليزية)
- آنا سميث على موقع كأس بيلي جين كينغ (الإنجليزية)
- آنا سميث على موقع خلاصة التنس.كوم (الإنجليزية)
- آنا سميث على موقع إي إس بي إن.كوم (الإنجليزية)
- آنا سميث على موقع اتحاد ألعاب الكومنولث (مؤرشف) (الإنجليزية)